# Pau Griera i Cruz
'Pau Griera i Cruz   (Sabadell, 1874 - Sabadell, 1950) va ser un novel·lista i dramaturg català. Era assidu al Centre Català de Sabadell, on va aprendre a escriure, prop de Manuel Folguera i Duran. Va publicar articles a Lo Catalanista, setmanari editat en el si del Centre Català. Va escriure les novel·les: Els riells (1914), Desferres: novel·les (1919), Fins a l’abim (1924), L’estàtua viva i altres narracions (1928), Montcada i Reixac (1928) i la comèdia teatral L’agència de Cal Trabuc (1920).